# دیوی کومن
دیوی کومن (انگلیسی: Davy Commeyne؛ زادهٔ ۱۴ مهٔ ۱۹۸۰ ‏(۴۴ سال)) دوچرخه‌سوار اهل بلژیک است.
از باشگاه‌هایی که در آن عضو بوده ‌است می‌توان به لاندباوکردیت–کولناخو و وانتی–گروپ گوبر اشاره کرد.